# Nejvyšší státní tajemník
Nejvyšší státní tajemník (někdy nazývaný jako superúředník, dříve, před nabytí účinnosti novely zákona o státní službě náměstek ministra vnitra pro státní službu) je funkce, která ze zákona o státní službě řídí v České republice všechny státní úředníky. Funkce vznikla s účinností tohoto nového zákona v roce 2015. Funkčně jde o náměstka ministra vnitra. Jeden člověk může sloužit ve funkci maximálně 6 let a jmenován může být jen jednou. Prvním takovým „superúředníkem“ se stal Josef Postránecký, který ve funkci skočil v dubnu 2020. V letech 2020–2022 funkci zastával Petr Hůrka. Jeho nástupcem se stal k 1. listopadu 2022 Jindřich Fryč.
Podřízení se státní správy novému zákonu si částečně vynutila Evropská unie, která tím podmínila vyplácení peněz z evropských fondů. Premiér Bohuslav Sobotka vidí zákon jako prostředek k odpolitizování státní správy a k zamezení personálním zemětřesením na ministerstvech po změně vlád.
MF Dnes tuto funkci přirovnala k sirovi Humphreymu ze seriálu Jistě, pane ministře.